# Уб'яле-Кланеццо
Уб'яле-Кланеццо (італ. Ubiale Clanezzo) — муніципалітет в Італії, у регіоні Ломбардія, провінція Бергамо.
Уб'яле-Кланеццо розташований на відстані близько 490 км на північний захід від Рима, 50 км на північний схід від Мілана, 11 км на північний захід від Бергамо.
Населення — 1404 особи (2014).
Щорічний фестиваль відбувається 24 серпня. Покровитель — святий Варфоломій.

## Демографія
Населення за роками:

Станом на 1 січня 2023 року в муніципалітеті офіційно проживало 20 іноземців з 10 країн, серед них 3 громадяни країн Євросоюзу.

## Сусідні муніципалітети
- Альменно-Сан-Сальваторе
- Валь-Брембілла
- Капіццоне
- Седрина
- Строцца
- Вілла-д'Альме